# Aeroportul Swami Vivekananda
Aeroportul Swami Vivekananda (IATA: RPR, ICAO: VARP) este un aeroport din Raipur, Raipur district⁠(d), Raipur division⁠(d), Chhattisgarh, India ce deservește zona Raipur. Aeroportul a fost tranzitat în decembrie 2022 de 203.682 de pasageri.
Situat la o altitudine de 317 m, aeroportul dispune de o singură pistă. Este operat de Airports Authority of India⁠(d).